# NGC 6016
NGC 6016 este o infrared source⁠(d) situată în constelația Coroana Boreală. A fost descoperită în 28 iunie 1864 de către Albert Marth. Se află la o distanță de 86,3 de megaparseci de Pământ.